# Ixora iteaphylla
Ixora iteaphylla är en måreväxtart som beskrevs av Cornelis Eliza Bertus Bremekamp. Ixora iteaphylla ingår i släktet Ixora och familjen måreväxter. Inga underarter finns listade i Catalogue of Life.